# البهائية في جمهورية الكونغو الديمقراطية
بدأت انتشار البهائية في جمهورية الكونغو الديمقراطية بعد أن كتب عبد البهاء رسائل تشجع على نقل الدين إلى أفريقيا في عام 1916. أول بهائي استقر في البلاد جاء في عام 1953 من أوغندا. انتخبت أول جمعية روحية محلية للبهائيين في البلاد في عام 1957. بحلول عام 1963 كان هناك 143 جمعية محلية في الكونغو. وعلى الرغم من حظر الدين مؤقتًا، وتمزق البلاد بسبب الحروب، إلا أن الدين نما حتى وصل عدد التجمعات الدينية في عام 2003 إلى حوالي 541 تجمعًا. تشير تقديرات جمعية أرشيفات بيانات الأديان (التي تعتمد بشكل أساسي على الموسوعة المسيحية العالمية) إلى وجود حوالي 290.900 بهائي في عام 2005.

## المرحلة المبكرة

### ألواح عبد البهاء للخطة الإلهية
كتب عبد البهاء سلسلة من الرسائل، أو الألواح، إلى أتباع الدين في الولايات المتحدة في عامي 1916 و1917؛ وقد تم تجميع هذه الرسائل معًا في كتاب ألواح الخطة الإلهية. وقد ذكرت اللوحين الثامنة والثانية عشرة أفريقيا، وكتبتا في 19 أبريل/نيسان 1916 و15 فبراير/شباط 1917 على التوالي. لكن نشر الكتاب تأخر في الولايات المتحدة حتى عام 1919 ـ بعد نهاية الحرب العالمية الأولى ووباء الإنفلونزا الإسبانية. وقد تمت ترجمة هذه الألواح وتقديمها من قبل ميرزا أحمد سهراب في 4 أبريل 1919، ونشرت في مجلة نجم الغرب في 12 ديسمبر 1919. يذكر عبد البهاء سفر البهائيين "... لا سيما من أمريكا إلى أوروبا وأفريقيا وآسيا وأستراليا، ويسافرون عبر اليابان والصين. وبالمثل، يمكن للمعلمين والمؤمنين السفر من ألمانيا إلى قارات أمريكا وأفريقيا واليابان والصين؛ باختصار، يمكنهم السفر عبر جميع قارات وجزر العالم" و"... قد يمنح نشيد وحدة عالم البشرية حياة جديدة لجميع أبناء البشر، ويُنصب مسكن السلام العالمي على قمة أمريكا؛ وهكذا قد تنبض أوروبا وأفريقيا بالحياة بنسمات الروح القدس، وقد يصبح هذا العالم عالمًا آخر، وقد يصل الجسم السياسي إلى نشوة جديدة".
ربما كان شوقي أفندي، رئيس الدين بعد وفاة عبد البهاء، وزوجته روحية خانوم أول البهائيين الذين زاروا الكونغو عندما سافروا بالسيارة عبر الجزء الشرقي من البلاد في عام 1940.

### تأسيس المجتمع
في عام 1953 خطط شوقي أفندي لخطة تعليمية دولية أطلق عليها اسم الحملة العشرية. كان ذلك خلال فترة من النمو الواسع النطاق للدين في جميع أنحاء أفريقيا جنوب الصحراء الكبرى بالقرب من نهاية فترة استعمار أفريقيا. قبل عام 1953، لم تسمح السلطات الاستعمارية في الكونغو البلجيكية آنذاك بترويج الدين من قبل رواد البهائية، ومع ذلك، تمكن علي نخجواني وزوجته فيوليت، أثناء قيادتهما عبر أفريقيا من مجتمع البهائيين المتنامي في أوغندا، من اصطحاب بهائي أوغندي يدعى سامسون مونجونجو إلى مدينة كامينا حيث استقر وبدأ في تدريس الدين بينما عانى من العداء والشك والخرافات. كان المتحولون الأوائل هم لويس سليماني، وريمي كالونجي، وفاليرين موكندي - وهم، مع اثني عشر رائدًا من أوروبا وأمريكا الشمالية وأجزاء أخرى من أفريقيا، والكونغوليين الذين أصبحوا بهائيين في رواندا وبوروندي والذين عادوا إلى مقاطعاتهم الأصلية، كل هؤلاء شكلوا الأساس للمجتمع سريع النمو.
في إبريل 1956 كان الدين البهائي موجودًا بأعداد صغيرة في مختلف بلدان وسط أفريقيا. ولإدارة هذه المجتمعات، انتخبت جمعية روحية وطنية إقليمية في وسط وشرق أفريقيا لتغطيتها. انتخبت أول جمعية روحية محلية في عام 1957.

### النمو والمعارضة
بدأت منطقة الكونغو البلجيكية الشرقية، كجزء من التجربة التي امتدت عبر وسط أفريقيا من الغرب إلى الشرق وإلى الجنوب، في اكتساب صفات التحول الجماعي. وفي المناطق الخاضعة لسلطة الجمعية الوطنية الإقليمية لجنوب وغرب أفريقيا، جنوب الكونغو، كانت هناك زيادة بنسبة تزيد عن ستين في المائة في العدد الإجمالي لأتباع الإيمان في عام 1959 فقط، واستمرت المعدلات مثل هذه لعدة سنوات أخرى. وكان الأقزام في الكونغو من بين المتحولين في عام 1961، وكان أحدهم مندوبًا في انتخابات الجمعية الإقليمية في عام 1962. تشير المصادر البهائية حوالي عام 1961 إلى وجود حوالي 1000 عضو. بحلول ربيع عام 1962، كان هناك معرفة واسعة النطاق بالعديد من البهائيين، وفي نوفمبر 1962 تقريبًا، زعمت الجمعية الروحية الوطنية في وسط وغرب إفريقيا أن أكثر من 14000 شخص قد تحولوا إلى الدين. وبحلول نهاية عام 1963، كان هناك جمعيات محلية في 143 منطقة. وقد حدث معظم النمو في مقاطعة كيفو وتم الإعلان عن النمو الكبير في وقت مبكر من عام 1962. وفي وقت لاحق، حدث بعض ذلك أيضًا في مقاطعة شابا في سبعينيات القرن العشرين عندما نما المجتمع من حوالي 5 أفراد إلى ما يكفي لدعم 25 جمعية محلية في عام 1973.
بعد وفاة شوقي أفندي، أصبح بيت العدل الأعظم المنتخب هو رئيس الدين وبدأ في إعادة تنظيم المجتمعات البهائية في أفريقيا من خلال فصل المجتمعات الوطنية لتشكيل جمعياتها الوطنية الخاصة من عام 1967 وحتى تسعينيات القرن العشرين. من يناير إلى مارس 1970، عبرت يد القضية روحية خانوم أفريقيا من الشرق إلى الغرب لزيارة العديد من مجتمعات هذه البلاد بما في ذلك الكونغو، والاجتماع مع الأفراد والمؤسسات البهائية والمدنية. تأسست أول جمعية روحية وطنية في زائير (الاسم الحالي للبلاد) في عام 1970 خلال هذه الرحلة. كانت الزيارة الثانية لروحيه خانوم في يناير 1972 وسافرت مسافة 3000 ميل تقريبًا عبر وسط وجنوب زائير بالقارب النهري والسيارة.

#### كيفو
دخل أعضاء الديانة البهائية لأول مرة إلى إقليم كيفو في حوالي نوفمبر 1959 من أوغندا حيث نمت الديانة بسرعة. وخرجت قرى بأكملها للاستماع إلى العروض التقديمية حول الدين، واستمر النمو خلال ستينيات القرن العشرين. بعد زيارة زائير مرتين في سبعينيات القرن العشرين، ركزت زيارة ثالثة لروحييه خانوم في أواخر عام 1972 على مقاطعة كيفو حيث توجد أغلبية البهائيين في زائير - حيث انتخبت حوالي 600 جمعية تضم حوالي 30 ألف بهائي في عام 1972 (مقارنة بحوالي 3000 بهائي في بقية الكونغو في نفس الوقت.) في الواقع، كان معظم هؤلاء البهائيين في كيفو في النصف الجنوبي من المقاطعة، أو جنوب كيفو في العصر الحديث. وفي منطقة كيفو، خلال فترة خمس سنوات في سبعينيات القرن العشرين، كان هناك 9 مؤتمرات نسائية تحت سلطة الجمعيات أو لجان الجمعيات، وتم تطوير معاهد لتدريب أكثر من 100 معلم في المدارس البهائية التي أقرتها هيئة التعليم الحكومية.

#### المقيدة والحرية
ومع ذلك، كجزء من حملة واسعة النطاق شملت العديد من بلدان جنوب الصحراء الكبرى، تم حظر الدين البهائي في سبعينيات القرن العشرين في العديد من البلدان: بوروندي، 1974؛ مالي 1976؛ أوغندا 1977؛ الكونغو، 1978؛ النيجر 1978.
كان هذا في المقام الأول نتيجة حملة شنتها عدد من الدول العربية. ولأن هذه الدول كانت في ذلك الوقت أيضًا من مقدمي مساعدات التنمية، فقد دُعم هذا الهجوم العلني على البهائيين بخطوات سرية، مثل ربط أموال المساعدات المقدمة لدولة معينة بالإجراءات التي اتخذتها ضد البهائيين. وقد نجح هذا جزئيًا، وحظرت بعض الدول البهائيين لفترة. ومع ذلك، تمكن البهائيون من إثبات لهذه الحكومات أنهم ليسوا عملاء للصهيونية ولا معادين للإسلام، ونجحوا في رفع الحظر في جميع هذه الدول باستثناء النيجر. انظر أيضًا : مزاعم تورط البهائيين مع قوى أخرى.
في حين تم حل المنظمة الوطنية للبهائيين، استمرت الإدارة المحلية والإقليمية. في عام 1982، نشرت اللجنة الإدارية البهائية لجنوب وسط زائير في لوبومباشي عملاً لإحياء ذكرى بهية خانوم. واصل رواد البهائية وصولهم. في عام 1983، تضمن برنامج تلفزيوني محلي في كيفو عرضًا عن الدين، تبعه عرض فيلم رحلة الضوء الأخضر حول رحلة روحييه خانوم على نهر الأمازون. بعد بضع سنوات من الخدمة والنمو، تمكن المجتمع البهائي من إعادة انتخاب مجلسه الوطني في عام 1987.
منذ نشأتها، كان للدين دور في التنمية الاجتماعية والاقتصادية بدءًا من منح المزيد من الحرية للنساء، وترويج تعليم الإناث باعتباره أولوية، وقد تم التعبير عن هذه المشاركة عمليًا من خلال إنشاء المدارس والتعاونيات الزراعية والعيادات. ودخل الدين مرحلة جديدة من النشاط عندما صدرت رسالة بيت العدل الأعظم بتاريخ 20 أكتوبر 1983. وحث البهائيين على البحث عن طرق متوافقة مع التعاليم البهائية، والتي يمكنهم من خلالها المشاركة في التنمية الاجتماعية والاقتصادية للمجتمعات التي يعيشون فيها. في عام 1979 كان هناك 129 مشروعًا بهائيًا للتنمية الاجتماعية والاقتصادية معترفًا بها رسميًا في جميع أنحاء العالم. وبحلول عام 1987، ارتفع عدد مشاريع التنمية المعترف بها رسميا إلى 1482 مشروعا. في عام 1983، تأسست مدرسة تعليمية في بانجوادي، زائير العليا. وجدت دراسة استقصائية للمشاريع في عام 1985 ما يلي: مشروع الزراعة ومركز محو الأمية في كاوايونجو تحت جمعيتها المحلية، ومراكز تعليمية تؤكد على تدريب محو الأمية الوظيفي للأطفال والكبار، مع تعزيزه بالتثقيف الصحي والإرشادات حول تحسين الإنتاجية الزراعية، وبرنامج يوفر التدريب في مجال التغذية والطب الوقائي في شمال شرق زائير، وبرنامج تدريب محو الأمية في غوما، ومشروع بين الأقزام لتحسين معرفة القراءة والكتابة والحساب والرعاية الصحية والزراعة، ومركز تدريب المعلمين في شمال شرق زائير للمعلمين البهائيين الناطقين بالفرنسية لفصول الأطفال ومدارس ما قبل المدرسة والمدارس التعليمية، وبرنامج تدريب للبهائيين لزيادة الإنتاجية الزراعية ومشروع حيث سيقضي ثلاثة طلاب كبار من جامعة زائير مدربين في التنمية الريفية أربعة أشهر في تقييم احتياجات المجتمع وتعليم الأساليب الحديثة لتربية الحيوانات واستخدام البذور المحسنة وتربية الأسماك وطرق الوقاية من الأمراض. في عام 1986 قام الحاكم الإقليمي بزيارة مشروع مدرسي بين الأقزام البهائيين. بحلول عام 1987، نظم البهائيون اللجنة الإقليمية للتنمية الاجتماعية والاقتصادية تحت الجمعية الوطنية لمنطقة كيفو (باستخدام الاختصار CREDESE ). تم الإبلاغ عن مائة واثنين من مراكز التعلم العاملة تحت مظلة CREDESE في أكتوبر 1987. وكان هناك 2500 مشارك في جميع أنحاء كيفو. شكلت النساء والفتيات نسبة 73 بالمائة من الطلاب، و27 بالمائة منهم لم يكونوا أعضاء في الديانة البهائية. استندت CREDESE على عمل من مشروع بهائي كيني وتنزاني. في عام 1989، شارك البهائيون في دراسة لمراجعة تأثير الدين في احتمالات مكافحة نمو مرض الإيدز في كينشاسا.

## المجتمع الحديث
وبعد أن نجحت في النجاة من الحظر القانوني، وفترات الحرب، منعت حرب الكونغو الثانية المؤسسة الوطنية من الاجتماع من عام 1998 إلى عام 2003. واصل البهائيون تطوير مشاريعهم الداخلية والخارجية. غنت جوقة شباب الكونغو البهائية في برنامج ديني عند قاعدة المدرجات على جبل الكرمل. وتطورت لاحقا إلى الاحتفال! جوقة الكونغو التي قدمت عرضًا في مركز كينيدي في عام 2005. في عام 2000، درس بعض البهائيين العلاقة بين التعاليم البهائية وجهود الحفاظ على البيئة في الكونغو. في عام 2012 أعلن بيت العدل الأعظم عن خطط لبناء بيتين وطنيين للعبادة البهائية إلى جانب البيوت القارية. وكانت واحدة من هذه الحالات تتعلق بجمهورية الكونغو الديمقراطية.

### التركيبة السكانية
تشير تقديرات الموسوعة المسيحية العالمية إلى أنه في عام 2000 كان هناك 224000 بهائي في الكونغو. قدرت جمعية أرشيفات بيانات الأديان في عام 2001 أن هناك 0.4%، أو حوالي 250 ألف بهائي. وفي عام 2003 كان هناك حوالي 541 جمعية. لمدة سنوات عديدة كان المجتمع يتكون في معظمه من الذكور - ولكن في الآونة الأخيرة أصبح حوالي ثلث البهائيين من النساء. بحلول عام 2005 قامت جمعية أرشيفات بيانات الأديان بمراجعة تقديراتها لتبلغ حوالي 290,899 بهائيًا.

## روابط خارجية
- الجماعة البهائية الوطنية في جمهورية الكونغو الديمقراطية